# Gina McKee
Georgina „Gina” McKee (ur. 14 kwietnia 1964 w Peterlee) – angielska aktorka filmowa, telewizyjna i teatralna.
Laureatka Nagrody Brytyjskiej Akademii Filmowej dla najlepszej aktorki za serial telewizyjny Our Friends in the North (1996).

## Życiorys
Urodziła się w rodzinie górnika na północy Anglii. Od 15 roku życia spędziła trzy kolejne wakacje w Londynie pracując z National Youth Theatre. Po ukończeniu East Durham College zdawała do szkół teatralnych Bristol Old Vic Theatre School, London Academy of Music and Dramatic Art oraz Central School of Speech and Drama, ale nie została przyjęta. 
Rozpoczęła karierę w telewizji od drugoplanowych ról. W filmie zadebiutowała w 1988 r. małą rolą w horrorze Kryjówka Białego Węża. W 1996 r. zagrała Mary w dramacie BBC Our Friends in the North, za którą w następnym roku zdobyła trzy nagrody dla najlepszej aktorki: Brytyjskiej Akademii Filmowej, Royal Television Society Award i Broadcasting Press Guild Award. Rola filmowa, z którą jest najbardziej kojarzona, to niepełnosprawna przyjaciółka Willa Thackera w komediodramacie Notting Hill.

### Życie osobiste
Od 1989 r. jest zamężna z Kezem Cary. Mieszka w East Sussex w Anglii. Od 1982 r. jest wegetarianką.
W 2002 r. otrzymała tytuł doktora honoris causa University of Sunderland.

## Filmografia
- Kryjówka Białego Węża (1988)
- Nadzy (1993)
- Our Friends in the North (1996, serial telewizyjny)
- Krupier (1998)
- Utracona niewinność seksualna (1998)
- Notting Hill (1999)
- Joanna d’Arc (1999)
- Czarodziejskie buty Jimmy’ego (2000)
- Opiekun (2001)
- Boskie sekrety siostrzanego stowarzyszenia Ya-Ya (2002)
- Saga rodu Forsyte’ów (2002-2003, serial telewizyjny)
- Misterium zbrodni (2003)
- Nieznany książę (2003)
- Mickybo i ja (2004)
- Lustrzana maska (2005)
- Burza hormonów (2006)
- Tsunami: Po katastrofie (2006, film telewizyjny)
- Kiedy po raz ostatni widziałeś ojca? (2007)
- Pokuta (2007)
- Budząc zmarłych (2009, serial telewizyjny)
- Zapętleni (2009)
- Cisza (2010, serial telewizyjny)
- Vera (2011, serial telewizyjny)
- Rodzina Borgiów (2011-2013, serial telewizyjny)
- Line of Duty  (2012, serial telewizyjny)
- Emerald City  (2017, serial telewizyjny)
- Templariusze  (2017, serial telewizyjny)
- Nić widmo (2017)
- Bodyguard  (2017, serial telewizyjny)
- The Rook  (2019, serial telewizyjny)
- Katarzyna Wielka  (2019, serial telewizyjny)